# Révész Sámuel (építész)
Révész Sámuel, gyakran Révész Samu, született: Rosenfeld Samu (Budapest, 1877. június 15. – Budapest, 1928. december 9.) magyar építész, Budapest számos régi bérházának tervezője.

## Életútja
Rosenfeld Zsigmond kereskedő és Mandl Kornélia fiaként született. A budapesti Műegyetemen tanult, ahol 1898-ban szerzett oklevelet, majd Schmahl Henrik műtermébe ment gyakorlatra. A budapesti Központi Zálogház tervpályázatát Kollár Józseffel közösen nyerte meg, majd megbízták a kivitelezéssel. Bérházat tervezett, melyeket kezdetben neogótikus motívumokkal látott el, később pedig áttért a barokk formák használatára (Kossuth Lajos tér 16., Vörösmarty tér 4.). A Nasici faipari RT Nádor utcai székháza is az ő műve. 1910. március 24-én Budapesten, a Józsefvárosban kötött házasságot a nála 13 évvel fiatalabb Stern Lilivel.

## Ismert épületei

### Saját épületei
- 1899: Áru- és Értéktőzsde, Budapest (nem megvalósult terv)[3]

### Kollár Józseffel közösen tervezett épületek
- 1901–1903: Központi Zálogház, Budapest, Lónyay u. 30-32.[3][4]
- 1903: Weisz-ház, Budapest, Zichy Jenő u. 10.[3][5]
- 1905: lakóház, Budapest, Báthory u. 7.[3][6]
- 1905–1906: lakóház, Budapest, Szinyei Merse utca 26.[7]
- 1906: lakóház, Budapest, Lovag u. 20.[3][8]
- 1909: lakóház, Budapest, Hegedüs Gyula u. 8.[3][9][10]
- 1909: lakóház, Budapest, Hegedüs Gyula u. 10.[11]
- 1909: lakóház, Budapest, Üllői út 59.[3][12]
- 1909–1910: lakóház, Budapest, Hegedüs Gyula u. 14.[9]
- 1909: lakóház, Budapest, Hegedüs Gyula u. 20.[3][9][13]
- 1910: lakóház, Budapest, Szentkirályi utca 23.[14]
- 1910: lakóház, Budapest, Váci út 28.[15]
- 1910: lakóház, Budapest, Akadémia utca 7.[16]
- 1910: Ugriai-Nasici Farbank székház, Budapest, Nádor u. 21.[17][18]
- 1910: lakóház, Budapest, Deák Ferenc u. 17.[3][19]
- 1910–1912: Modern és Breitner Áruház, Budapest, Deák Ferenc u. 23.[17][3][20] – kupolája elpusztult[21]
- 1910 k.: lakóház, Budapest, Népszínház u. 17.[22]
- 1911: Révész-villa (műteremház is), Budapest, Városligeti fasor 40.[3][23]
- 1911–1919: lakóház, Budapest, Kossuth Lajos tér 16-17.[24]
- 1912: villa, Budapest, Városligeti fasor 42.[3][25]
- 1912: Lähne-üzlet és lakóház, Budapest, Váci u. 11/b[3][26]
- 1912: Basch-villa, Budapest, Városligeti fasor 44.[3][27]
- 1912: lakóház, Budapest, Népszínház u. 31.[3][28]
- 1914: lakóház, Budapest, Március 15. tér 7. (toldalék épület a „Mátyás Pince” 1903-as, Schütz Rezső-féle részéhez)[3]
- 1928: Goldberger Leó háza, Budapest, Vörösmarty tér 4.[29]

### Tervben maradt épületek
- 1901 k.: Központi Zálogház, Bukarest[3]

## Képtár

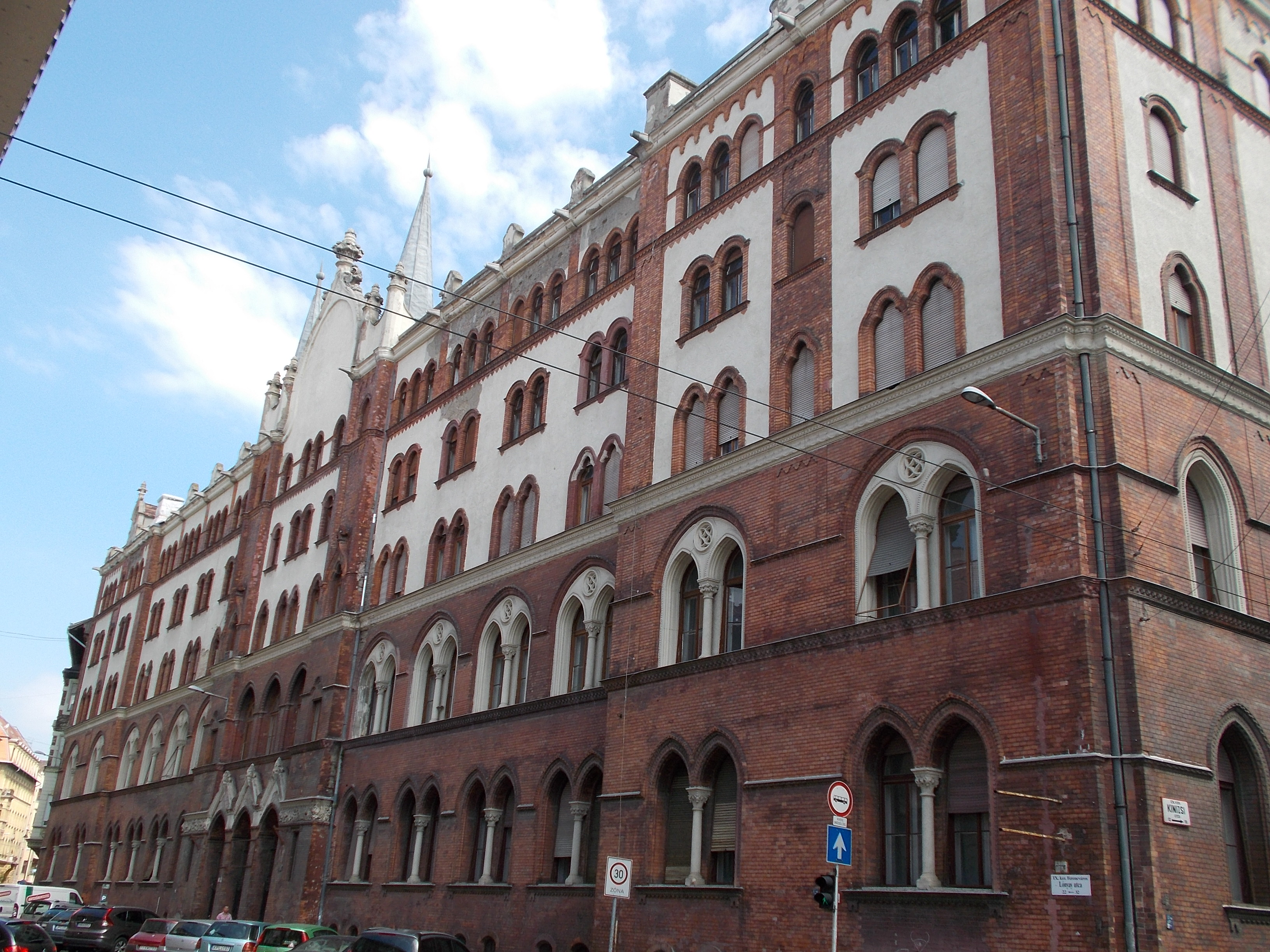
Központi zálogház
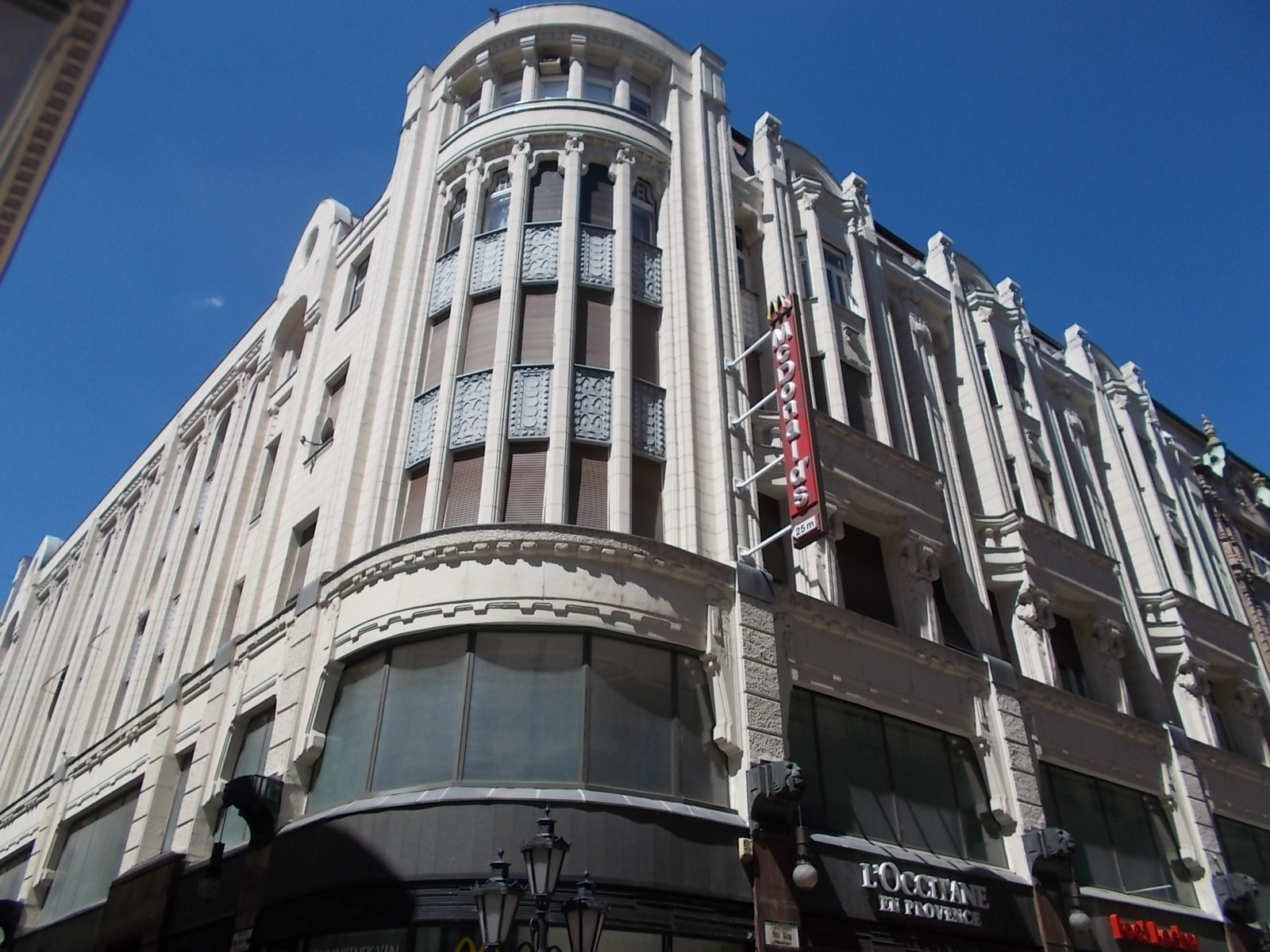
Lähne-üzlet és lakóház
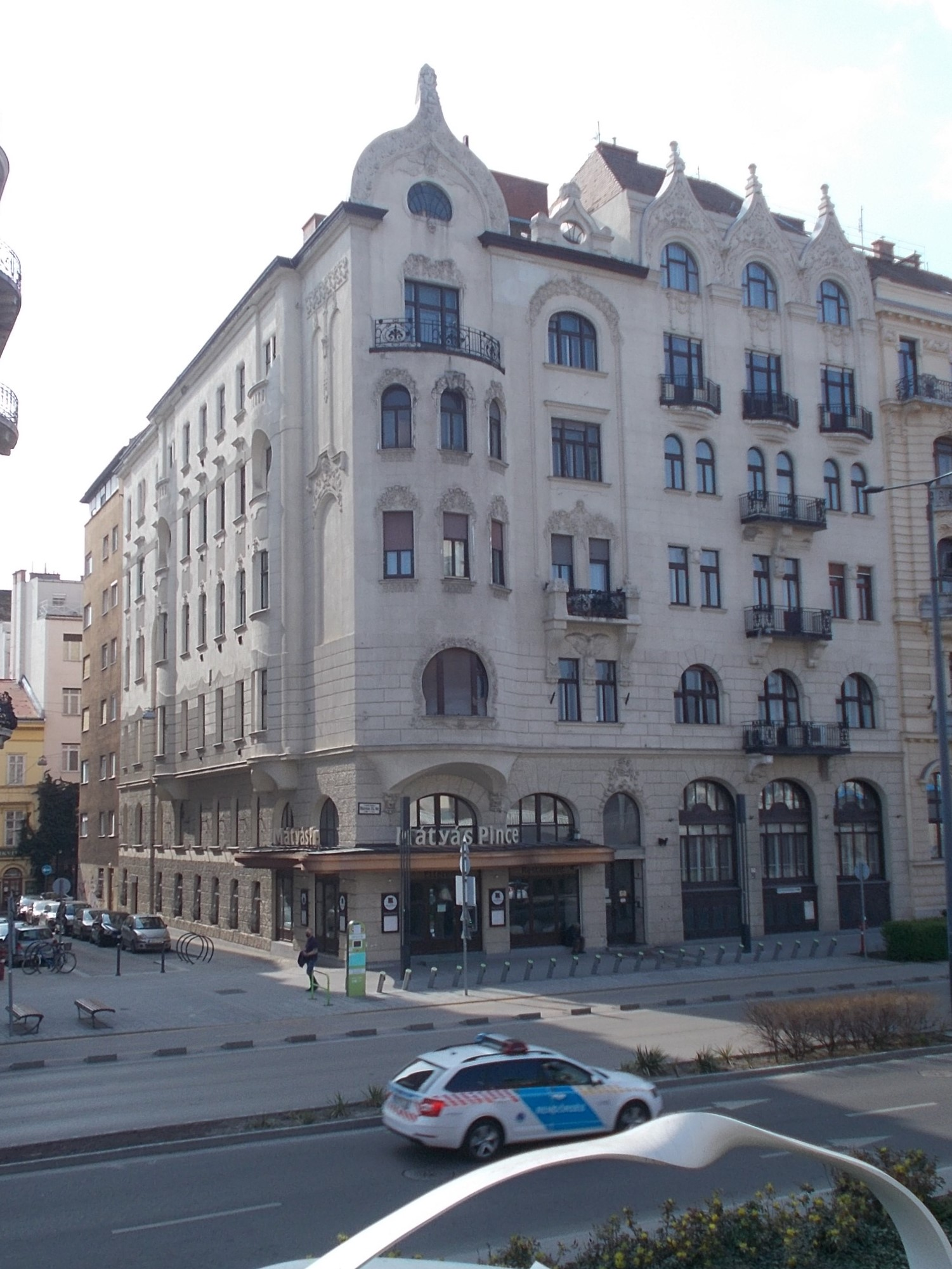
Március 15. tér 6-7.
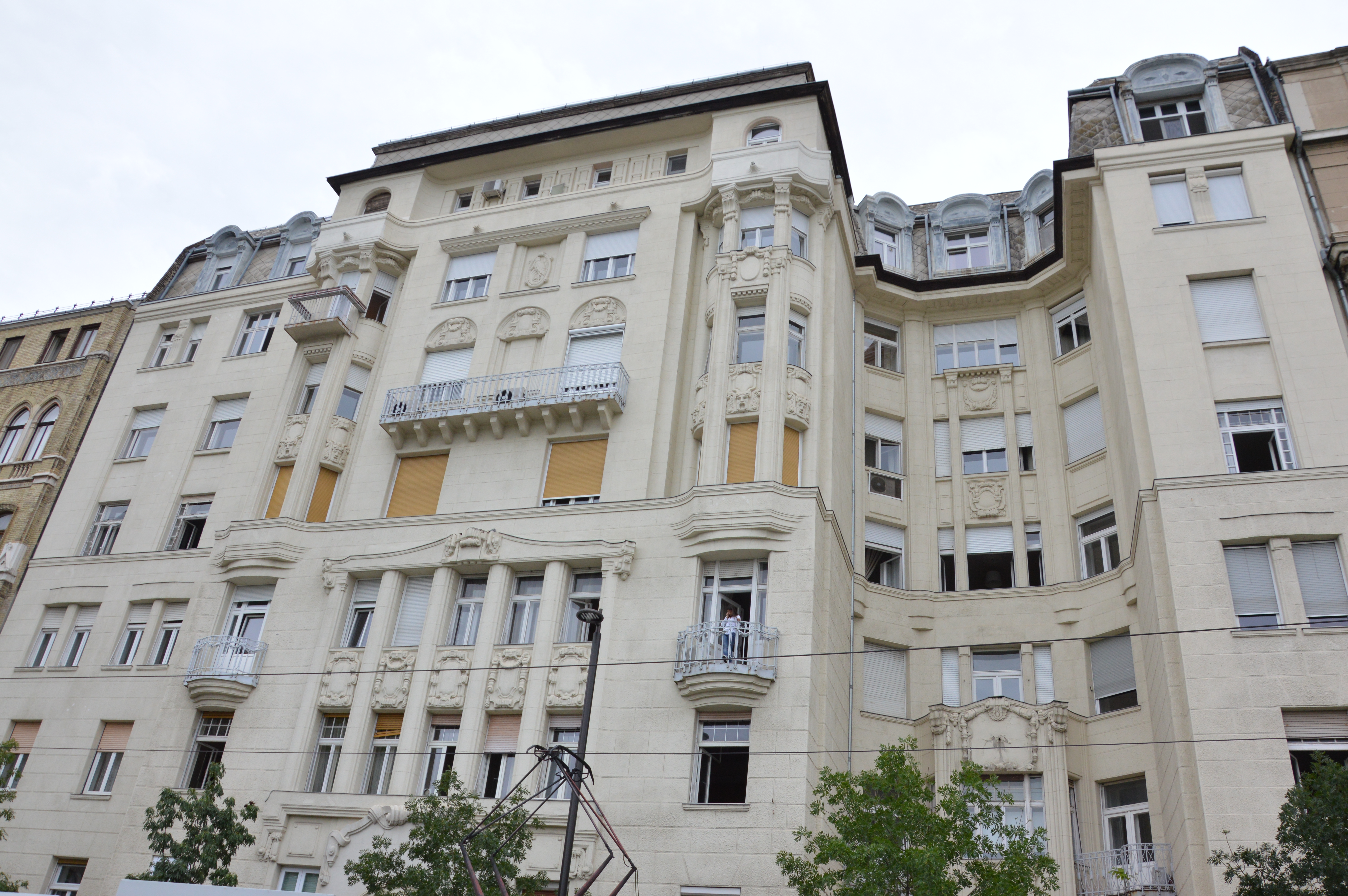
Kossuth Lajos tér 16-17.
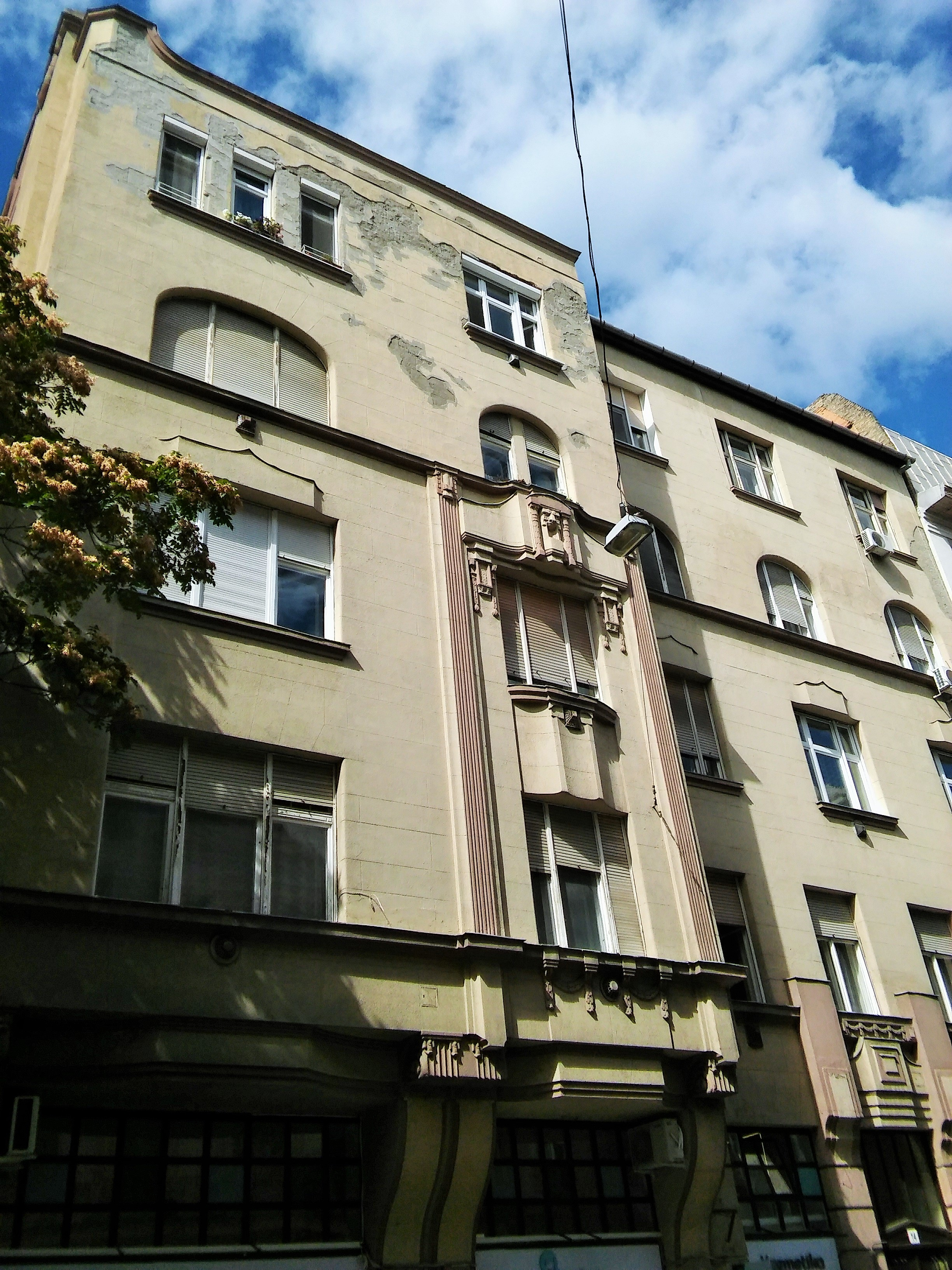
Hegedűs Gyula u. 14.
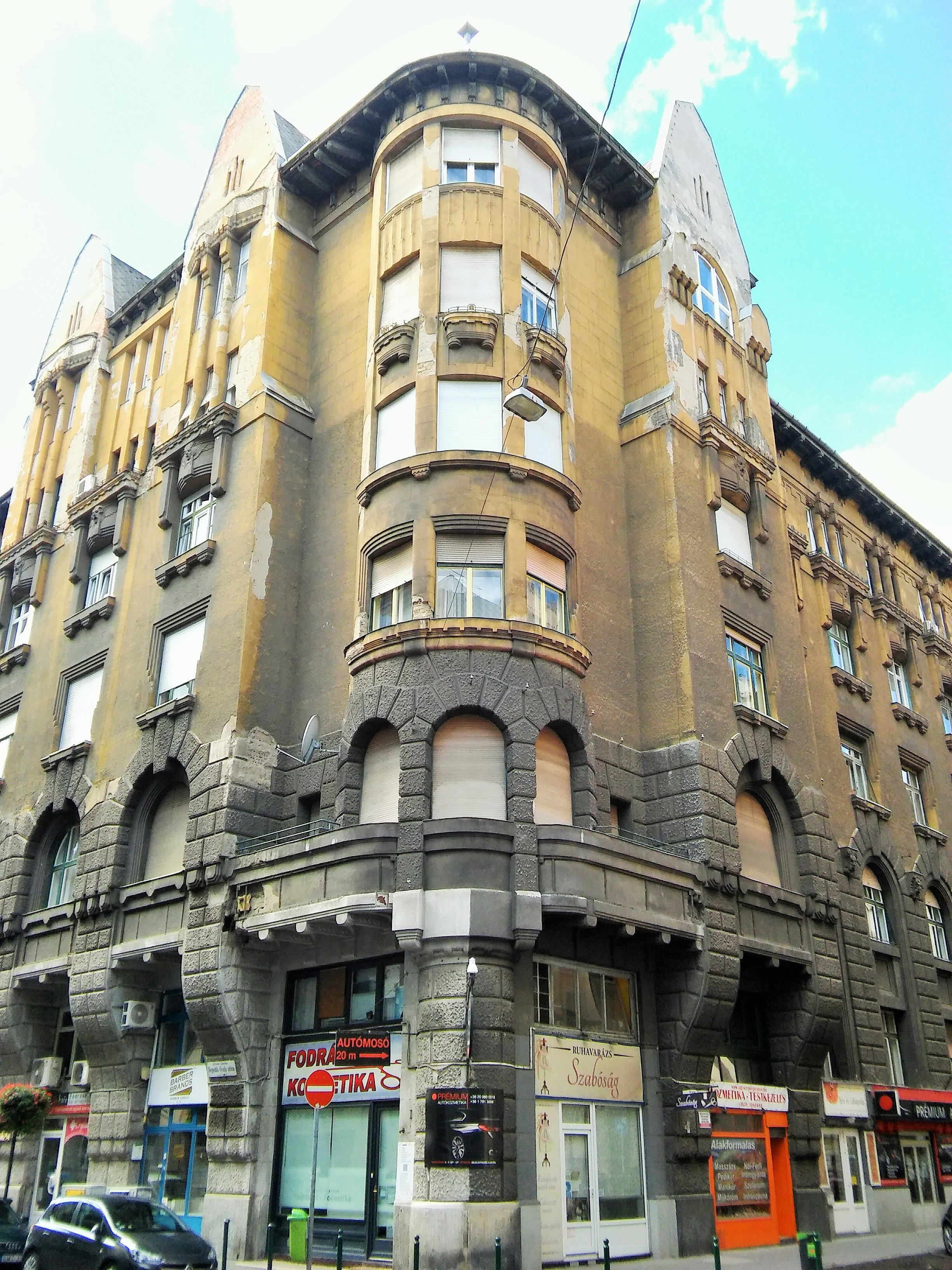
Hegedűs Gyula u. 8.
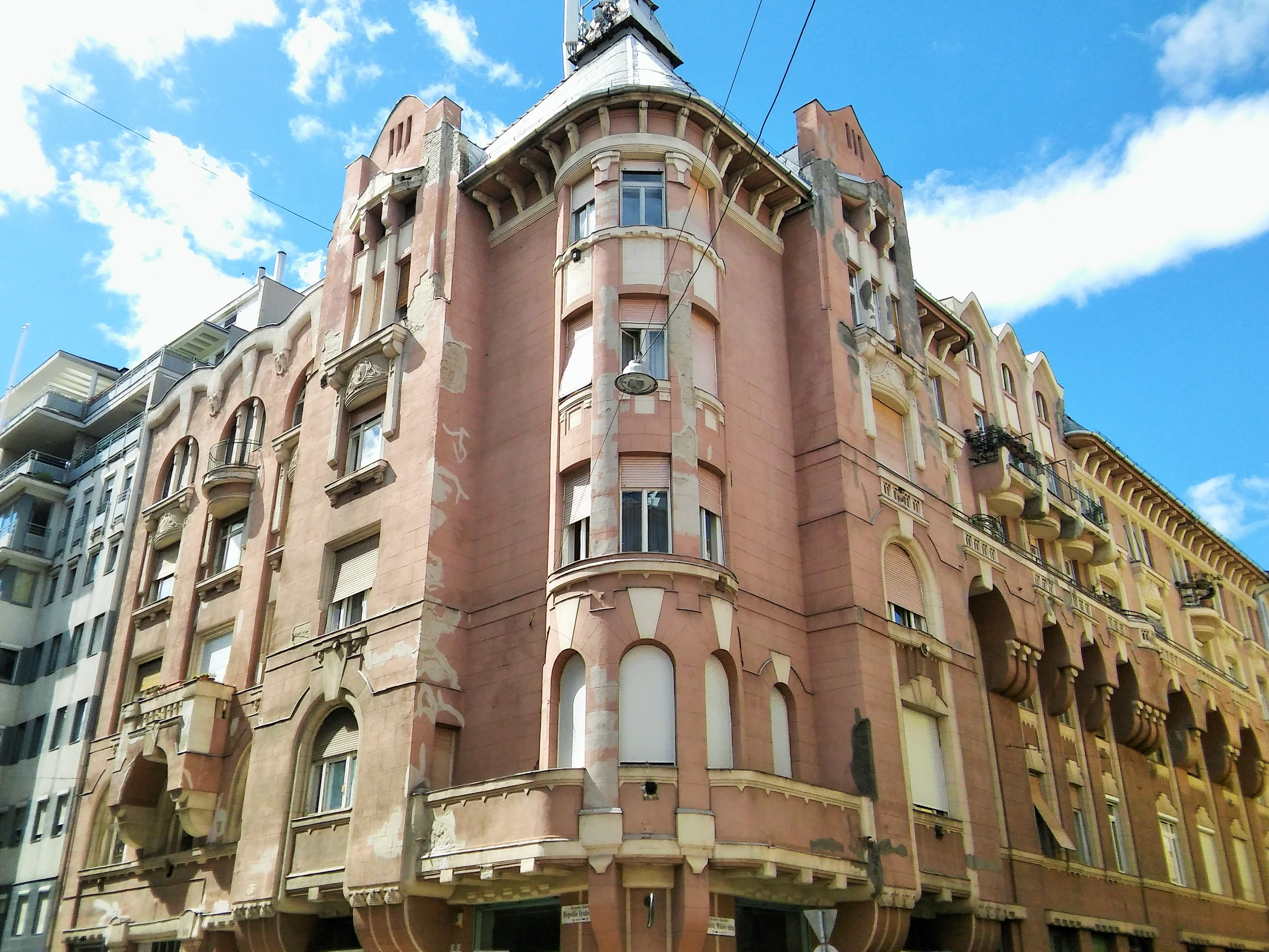
Hegedűs Gyula u. 20.
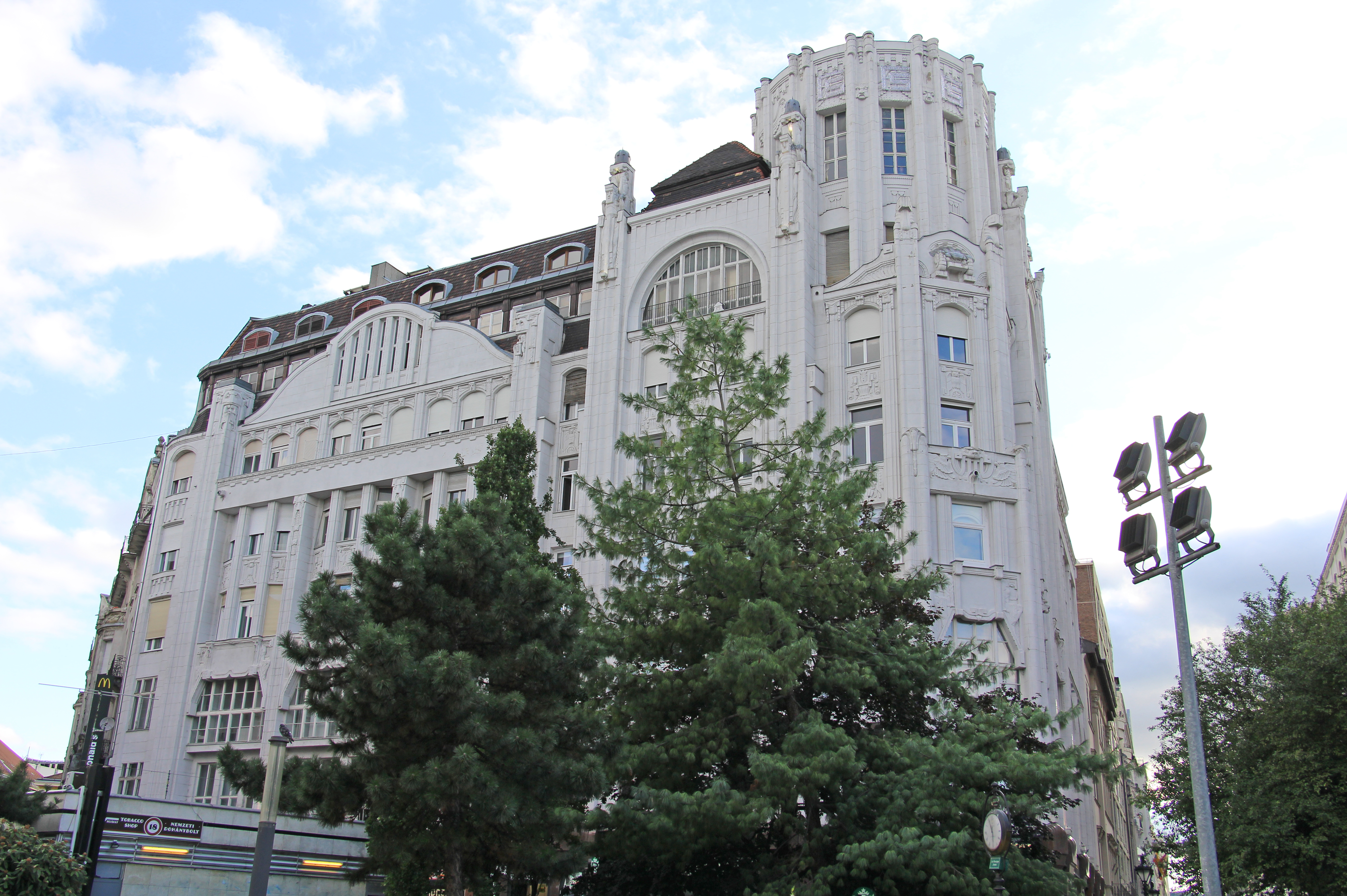
Modern és Breitner Áruház
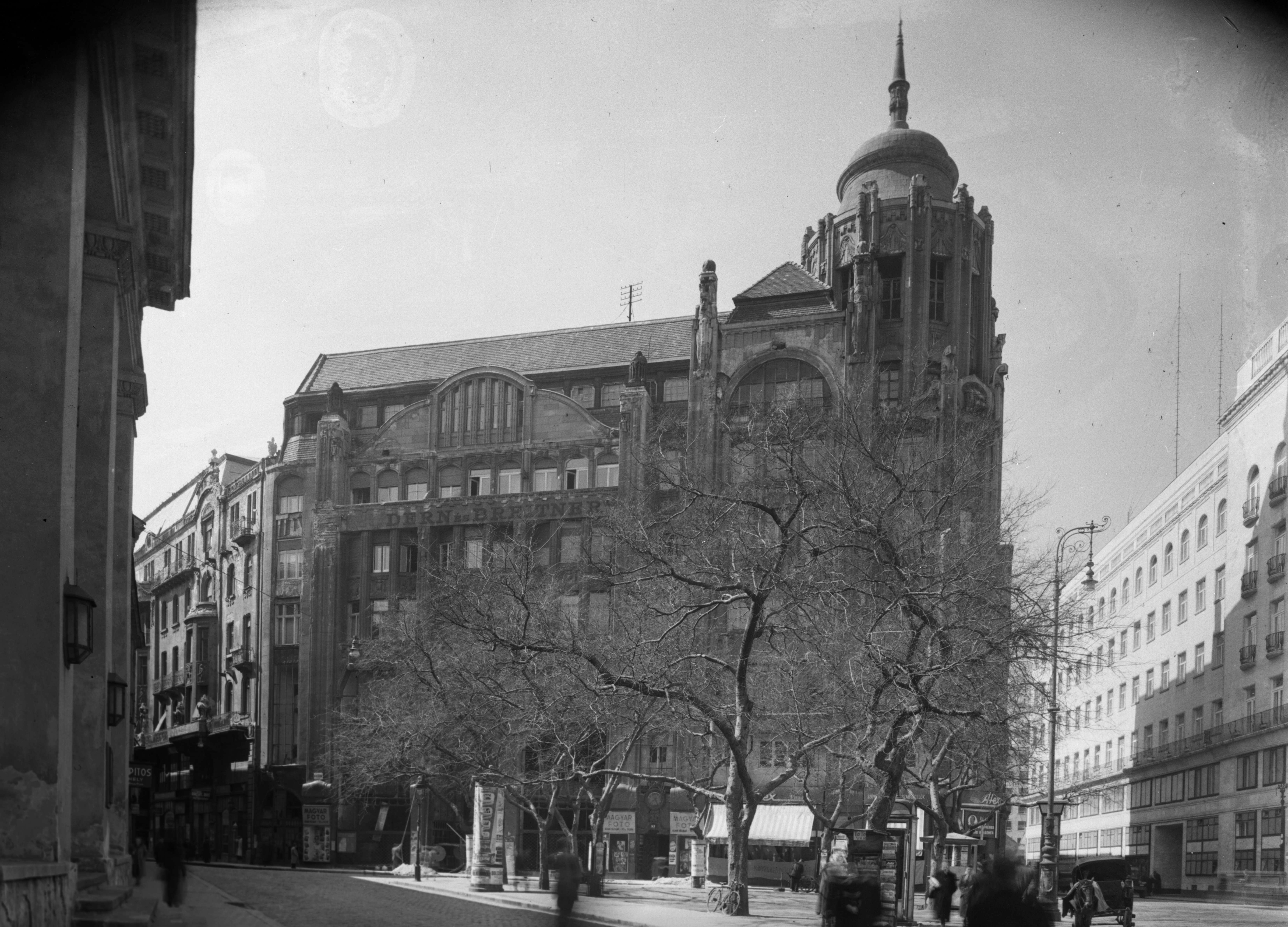
Modern és Breitner Áruház (archív felvétel még kupolával)
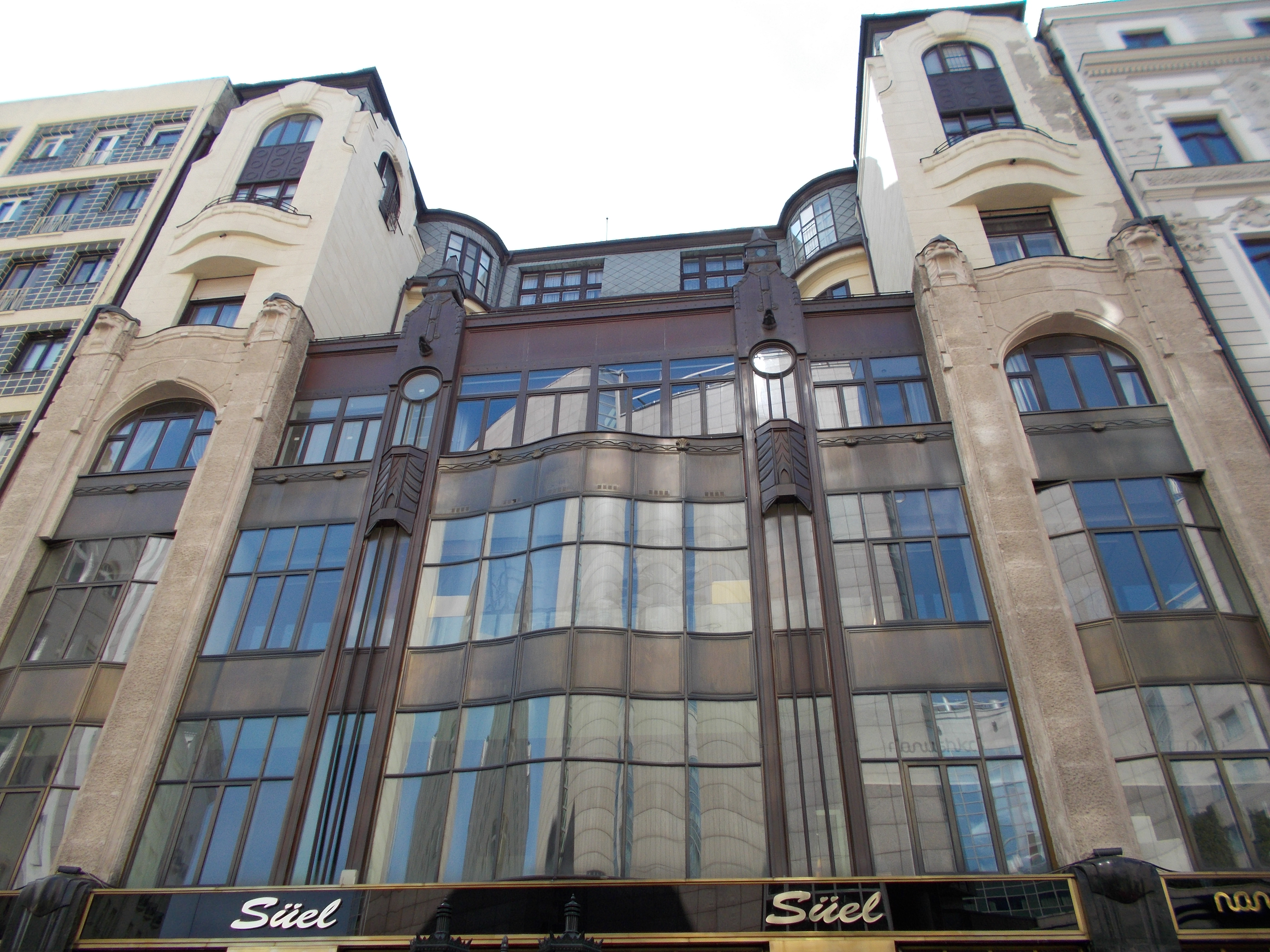
Deák Ferenc u. 17.
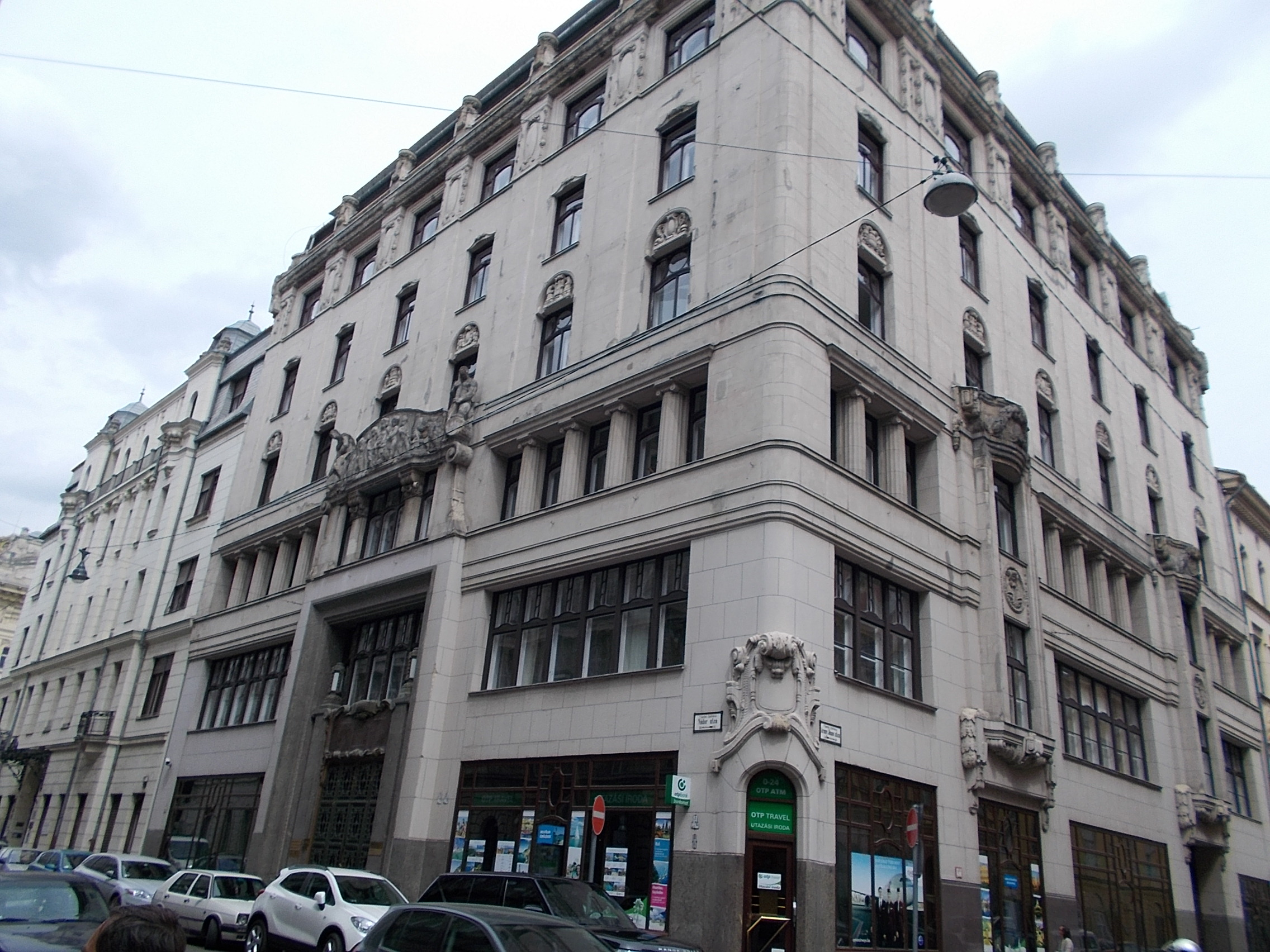
Arany János u. 14.
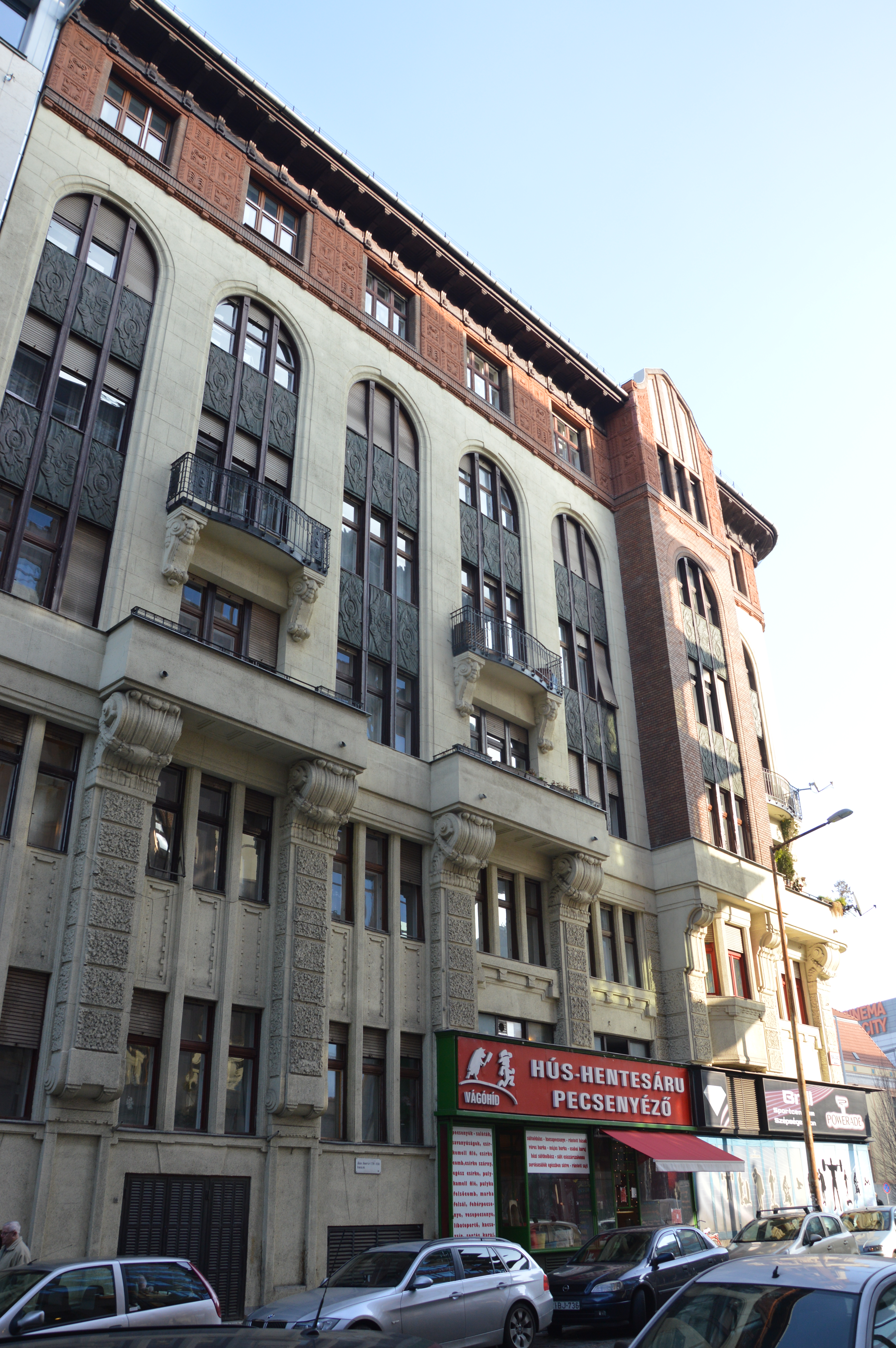
Váci út 28.
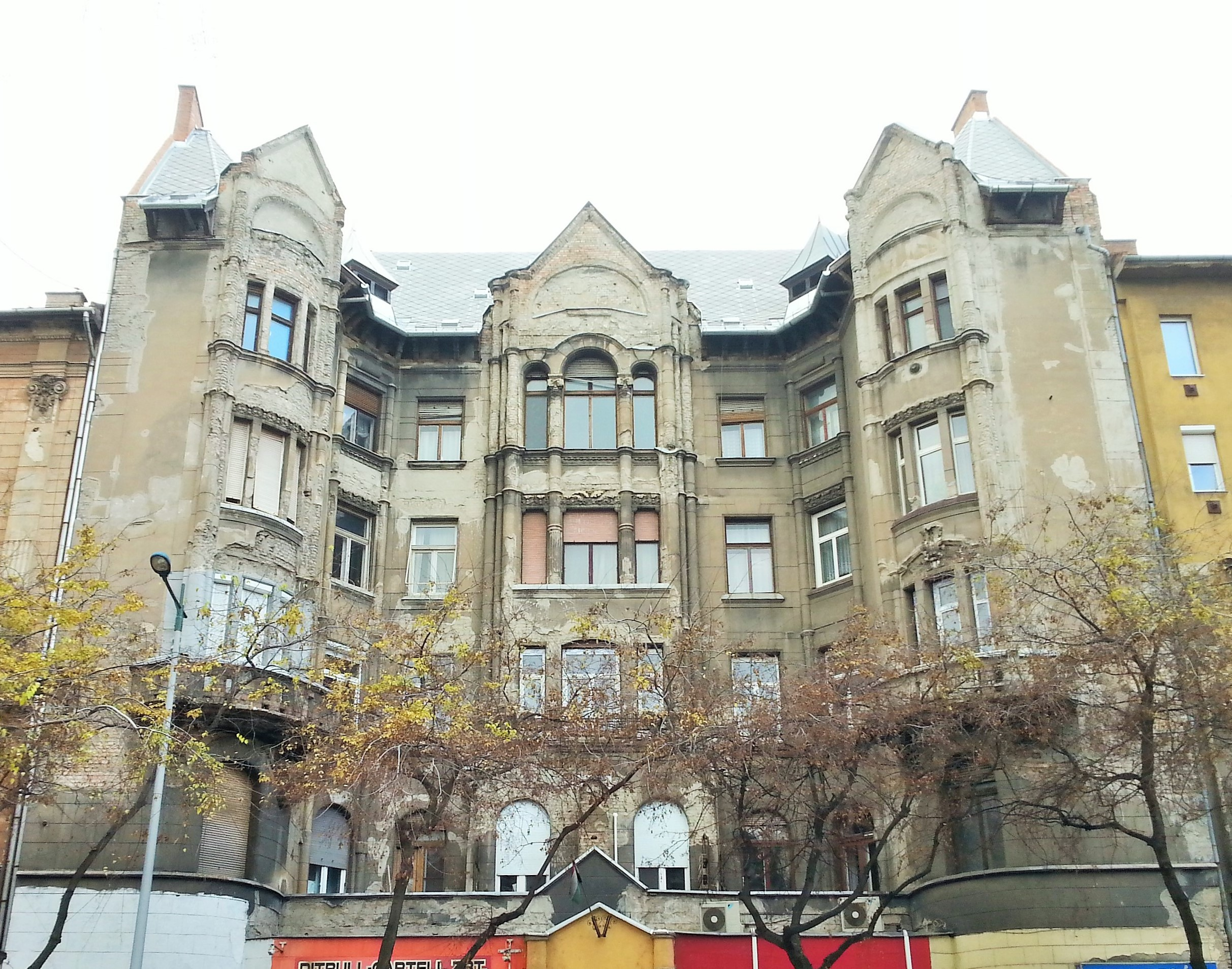
Üllői út 59.
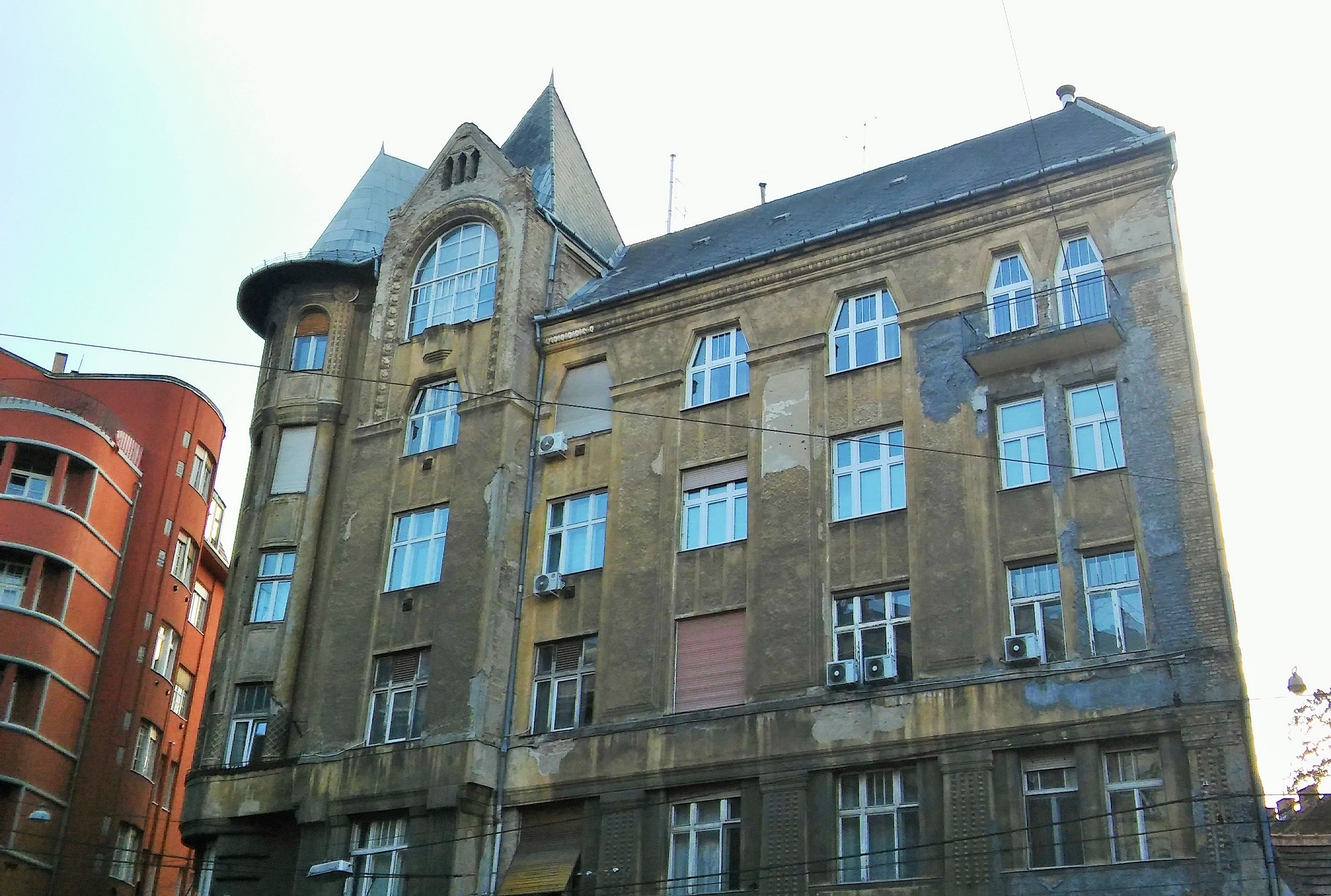
Népszínház u. 17.
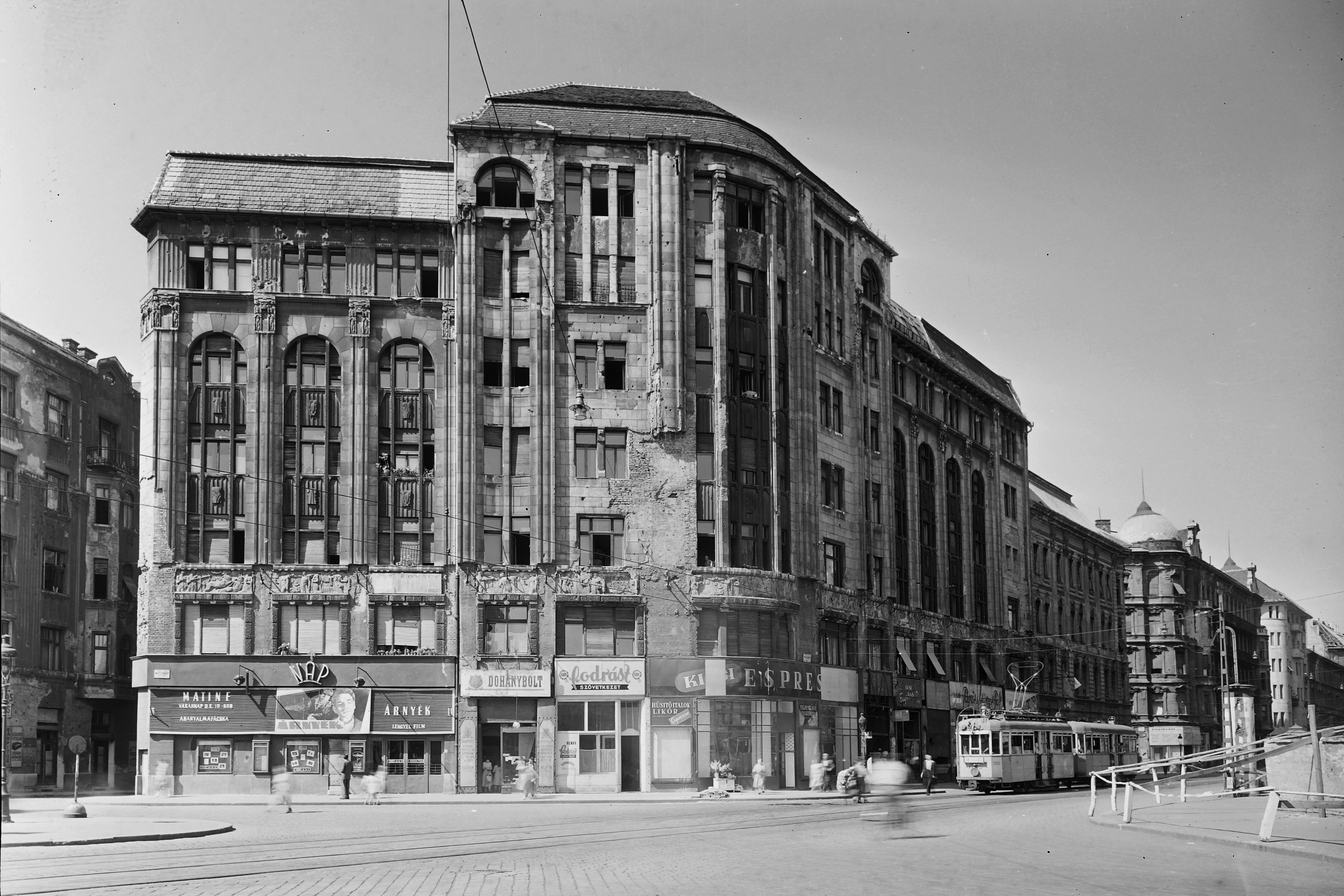
Népszínház u. 31. (archív)
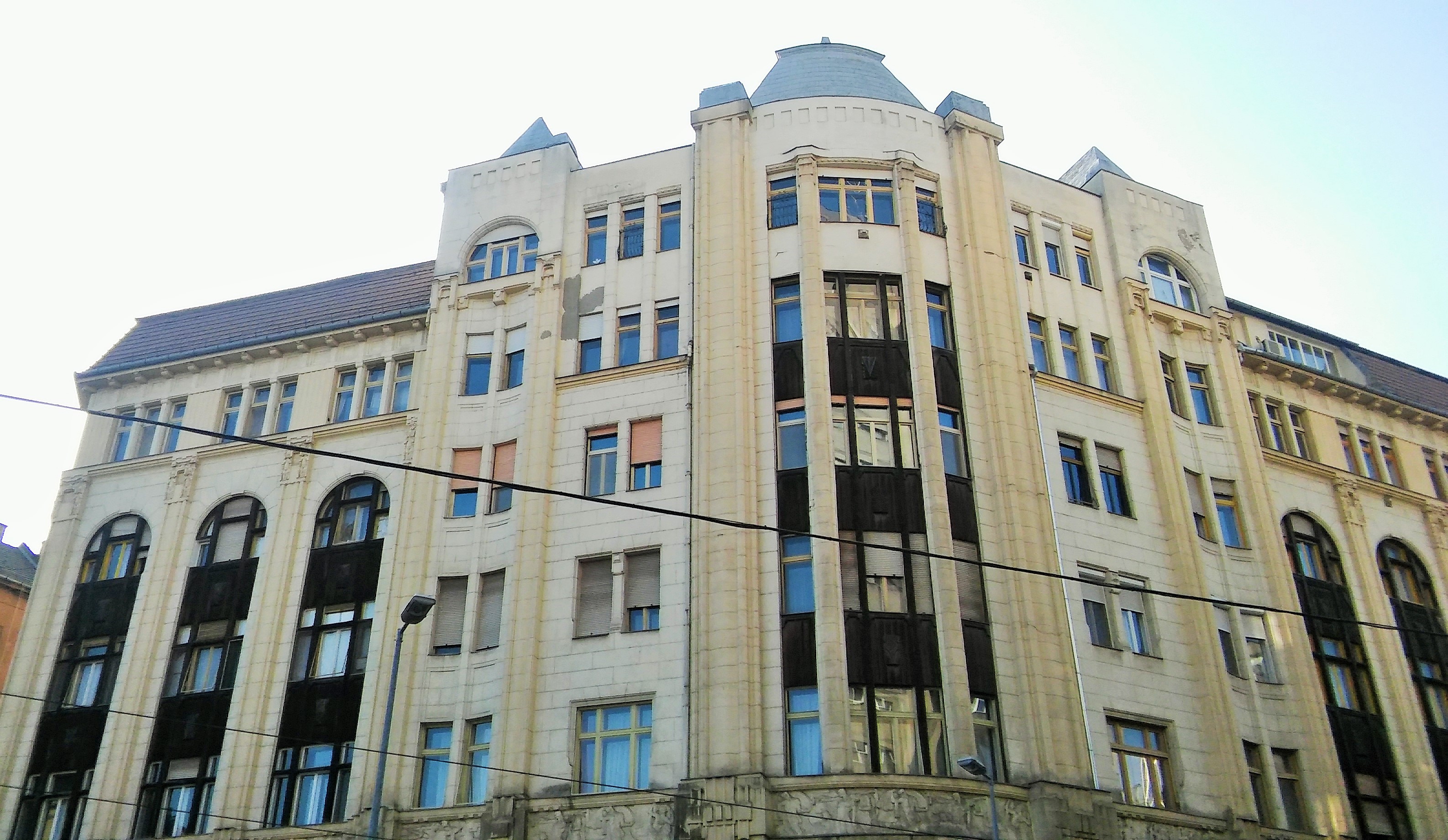
Népszínház u. 31.